# Joseph Cuschieri
Joseph Cuschieri (ur. 20 lutego 1968 w Attard) – maltański polityk, poseł do Parlamentu Europejskiego.

## Życiorys
Pracował w przemyśle tekstylnym, stoczniowym i branży dziennikarskiej. Zaangażował się w działalność Partii Pracy, w 1994 został zastępcą burmistrza miasta St. Julian’s. W 1998, 2003 i 2008 uzyskiwał mandat posła do Izby Reprezentantów.
Kilka miesięcy po ostatnich wyborach zrezygnował z zasiadania w krajowym parlamencie, odstępując swoje miejsce nowo wybranemu liderowi laburzystów, eurodeputowanemu Josephowi Muscatowi.
Joseph Cuschieri wystartował w wyborach w 2009 do Parlamentu Europejskiego z ramienia Partii Pracy. Uzyskał czwarty wynik w ramach swojego ugrupowania, stając się obserwatorem w Europarlamencie. Pełny mandat deputowanego miał objąć po wejściu w życie traktatu lizbońskiego. Ostatecznie europosłem został 1 grudnia 2011, wykonując mandat do końca kadencji w lipcu 2014.
W styczniu 2016 objął urząd ambasadora Malty w Grecji.